# Bela II Ślepy
Bela II Ślepy, węg. Vak Béla, serb. Бела II (ur. 1110, zm. 13 lutego 1141) – król Węgier i Chorwacji od 1131 roku z dynastii Arpadów.

## Życiorys
Był synem Almosa i jego żony Przedsławy Światopełkówny, córki Światopełka II Michała, wielkiego księcia kijowskiego. Wraz z ojcem został oślepiony na polecenie swojego stryja Kolomana Uczonego, a następnie uwięziony w Dömös.
W 1131 roku po śmierci Stefana II, króla Węgier, został jego następcą. Koronowany 28 kwietnia tego samego roku, zwołał zjazd do Aradu, gdzie stracono 68 możnowładców odpowiedzialnych za oślepienie króla i jego ojca.
Bela musiał walczyć z Borysem Kolomanowicem, przyrodnim bratem zmarłego Stefana II. Belę wspierali m.in. Leopold III, margrabia austriacki, z kolei Borysa – Bolesław III Krzywousty, książę Polski. 22 czerwca 1132 roku Bela II odniósł zwycięstwo nad rzeką Sajó, w praktyce rozstrzygające kwestię sukcesji po Stefanie II.
W 1136 roku zajął Spalato, a w 1137 część Bośni.
Zmarł 13 lutego 1141 roku i został pochowany w katedrze w Székesfehérvár.
28 kwietnia 1129 poślubił Helenę, córkę Urosza I (zm. ok. 1131), księcia serbskiego. Ślub ten cementował traktat pokojowy zawarty między Węgrami a Bizancjum. Z tego małżeństwa pochodzili:
- Gejza II,
- Władysław II,
- Stefan IV,
- Almos, ur. 1134, zm. za życia ojca,
- Zofia, ur. 1136 lub 1137, zakonnica.

Istnieje hipoteza według której córką Beli II była też Elżbieta, pierwsza żona Mieszka III Starego.
| 4. Gejza I              |  |                              |  |  |                  |
|                         |  | 2. Almos                     |  |  |                  |
| 5. Synadene             |  |                              |  |  |                  |
|                         |  |                              |  |  | 1. Bela II Ślepy |
| 6. Światopełk II Michał |  |                              |  |  |                  |
|                         |  | 3. Przedsława Światopełkówna |  |  |                  |
| 7. NN                   |  |                              |  |  |                  |
|                         |  |                              |  |  |                  |